# San Severo Calcio 1922
L'Unione Sportiva Dilettantistica San Severo 1922, comunemente chiamata San Severo, è una società calcistica italiana con sede nella città di San Severo, in provincia di Foggia. Milita in Promozione, la sesta divisione del campionato italiano.
Il club, che venne fondato nel 1922, ha raggiunto il massimo risultato partecipando al campionato di Serie C 1947-1948, ma vanta anche nove partecipazioni al campionato del massimo livello dilettantistico interregionale.
Il San Severo annovera nella sua bacheca una Coppa Eccellenza Pugliese vinta nel 1993-1994, due campionati Eccellenza Pugliese nel 1993-1994 e nel 2012-2013, un campionato Promozione Pugliese girone A nel 1992-1993, un campionato di prima Categoria Pugliese girone A nel 2009-2010 e infine una Coppa Italia Dilettanti (Fase C.N.D.) vinta nel 1994-1995, anche se poi perse la finale unificata con la squadra campione della Fase Eccellenza, l'Iperzola.

## Cronistoria
| Cronistoria dell'Unione Sportiva Dilettantistica San Severo Calcio |
| --- |
| - 16-09-1922 - Viene fondata l'Unione Sportiva San Severo. - 1922-1923 - Disputa solo amichevoli e tornei. - 1923-1924 - Disputa solo amichevoli e tornei. - 1924-1925 - Disputa solo amichevoli e tornei. - 1925-1926 - Disputa solo amichevoli e tornei. - 1926-1927 - 3º nel girone B della 3ª Divisione Pugliese (a causa di mancanza di risorse economiche si fonde con altre società locali e gioca con il nome di F.B.C. San Severo). - 1927-1928 - Disputa solo amichevoli e tornei. - 1928-1929 - Disputa solo amichevoli e tornei. - 1929-1930 - 4º nel girone C della 3ª Divisione Pugliese (a causa di mancanza di risorse economiche si fonde con altre società locali e gioca con il nome di S.S. VITTORIA San Severo). - 1930-1931 - Disputa solo amichevoli e tornei. - 1931-1932 - 2º nel girone foggiano del campionato U.L.I.C. - 1932-1933 - 5º nel girone A della 3ª Divisione Pugliese. - 1933-1934 - 2º nel girone A della 3ª Divisione Pugliese. 4º nel girone A delle finali regionali. - 1934-1935 - 1º nel girone A della 3ª Divisione Pugliese. 2º nel girone A delle finali regionali. - 1935-1936 - 1º nel girone foggiano del Campionato di Propaganda. Perde la semifinale regionale per il titolo di campione regionale pugliese (a causa di mancanza di risorse economiche si fonde con altre società locali e gioca con il nome di F.G.C. San Severo). - 1936-1937 - 2º nel girone foggiano del Campionato di Propaganda (a causa di mancanza di risorse economiche si fonde con altre società locali e gioca con il nome di F.G.C. San Severo). - 1937-1938 - 2º nel girone foggiano del Campionato di Propaganda (a causa di mancanza di risorse economiche si fonde con altre società locali e gioca con il nome di Società Sportiva G.I.L. San Severo). - 1938-1939 - 1º nel girone A della Seconda Divisione Puglia (a causa di mancanza di risorse economiche si fonde con altre società locali e gioca con il nome di Società Sportiva G.I.L. San Severo). Perde la finale per il titolo di campione regionale di 2ª divisione. - 1939-1940 - 1º nel girone A della Seconda Divisione Puglia (promosso in 1ª Divisione). Perde la semifinale per il titolo di campione regionale di 2ª divisione. - 1940-1941 - 4º nel girone Unico della Prima Divisione Puglia (a causa di mancanza di risorse economiche si fonde con altre società locali e gioca con il nome di S.S. DRION San Severo). - 1941-1942 - Inserito nel girone A della Seconda Divisione Puglia si ritira dopo 5 giornate. - 1942-1943 - Campionato della Seconda Divisione Pugliese girone Foggiano. Il San Severo si iscrive, con altre cinque squadre, al campionato ma a causa di alcune rinunce il Comitato Foggiano decide di non far svolgere il campionato. Per questa stagione disputa amichevoli, tornei e partecipa alla Coppa Puglia. - 1943-1945 - Nessun campionato disputato per eventi bellici. - 1945-1946 - 3º nel girone A della Prima Divisione Puglia. - 1946-1947 - 4º nel girone A della Prima Divisione Puglia. Ripescato in Serie C. - 1947-1948 - 5º nel girone S della Serie C. Retrocesso in Promozione per riordino campionati. - 1948-1949 - 15º nel girone N della Promozione. Retrocesso in Prima Divisione. - 1949-1950 - 5º nel girone A della Prima Divisione Puglia. - 1950-1951 - 8º nel girone A della Prima Divisione Puglia. - 1951-1952 - 12º nel girone A della Prima Divisione Puglia. - 1952-1953 - 7º nel girone A della Prima Divisione Puglia. - 1953-1954 - 4º nel girone A della Prima Divisione Puglia. - 1954-1955 - 2º nel girone A della Prima Divisione Puglia. promossa per ripescaggio in Promozione Puglia. - 1955-1956 - 9º nel girone unico della Promozione Puglia. - 1956-1957 - 6º nel girone unico della Promozione Puglia. - 1957-1958 - 12º nel girone unico del Campionato Dilettanti Puglia. - 1958-1959 - 16º nel girone A del Campionato Dilettanti Puglia (retrocede ma viene ripescata). - 1959-1960 - 14º nel girone A della 1ª Categoria Pugliese. retrocesso in 2° Categoria Pugliese - Comitato di Foggia. - 1960-1961 - 3º nel girone unico della 2ª Categoria Pugliese - Comitato di Foggia. - 1961-1962 - 2º nel girone unico della 2ª Categoria Pugliese - Comitato di Foggia. - 1962-1963 - 3º nel girone unico della 2ª Categoria Pugliese - Comitato di Foggia. - 1963-1964 - 5º nel girone A della 2ª Categoria Pugliese. - 1964-1965 - 2º nel girone A della 2ª Categoria Pugliese. - 1965-1966 - 4º nel girone A della 2ª Categoria Pugliese. - 1966-1967 - 10º nel girone A della 2ª Categoria Pugliese. - 1967-1968 - 2º nel girone A della 2ª Categoria Pugliese. - 1968-1969 - 1º nel girone A della 2ª Categoria Pugliese. promosso in Prima Categoria Puglia. - 1969-1970 - 10º nel girone A della Prima Categoria Puglia. - 1970-1971 - 9º nel girone A della Prima Categoria Puglia. - 1971-1972 - 2º nel girone A della Prima Categoria Puglia. Ammesso nella nuova Promozione. - 1972-1973 - 5º nel girone A della Promozione Puglia. - 1973-1974 - 10º nel girone A della Promozione Puglia. - 1974-1975 - 12º nel girone A della Promozione Puglia. - 1975-1976 - 3º nel girone A della Promozione Puglia. - 1976-1977 - 9º nel girone A della Promozione Puglia. - 1977-1978 - 7º nel girone A della Promozione Puglia. - 1978-1979 - 10º nel girone A della Promozione Puglia. - 1979-1980 - 15º nel girone A della Promozione Puglia. Retrocesso ma successivamente ripescato. - 1980-1981 - 5º nel girone A della Promozione Puglia. - 1981-1982 - 8º nel girone A della Promozione Puglia. - 1982-1983 - 12º nel girone A della Promozione Puglia. - 1983-1984 - 15º nel girone A della Promozione Puglia. Retrocesso in Prima Categoria. - 1984-1985 - 13º nel girone A della 1ª Categoria Pugliese. Nel Luglio 1985 l'Unione Sportiva SAN SEVERO si fonde con la PRO SAN SEVERO - 1985-1986 - 12º nel girone A della 1ª Categoria Pugliese. - 1986-1987 - 5º nel girone A della 1ª Categoria Pugliese. - 1987-1988 - 16º nel girone A della 1ª Categoria Pugliese. retrocesso in 2° Categoria Pugliese. - 1988-1989 - 5º nel girone A della 2ª Categoria Pugliese. - 1989-1990 - 2º nel girone A della 2ª Categoria Pugliese. ripescato in 1ª Categoria Pugliese. - 1990-1991 - 1º nel girone A della 1ª Categoria Pugliese. promosso in promozione. - 1991-1992 - 2º nel girone A della Promozione Puglia. - 1992-1993 - 1º nel girone A della Promozione Puglia. Promosso in Eccellenza Puglia. - 1993-1994 - 1º in Eccellenza Puglia. Promosso nel Campionato Nazionale Dilettanti. Vince la Coppa Eccellenza Puglia (1º titolo). Secondo turno triangolare della Coppa Italia Dilettanti (Fase Eccellenza). - 1994-1995 - 8º nel girone H del Campionato Nazionale Dilettanti. Vince la fase C.N.D. della coppa, ma perde la finale della Coppa Italia Dilettanti con l'Iperzola. - 1995-1996 - 12º nel girone G del Campionato Nazionale Dilettanti. Primo turno della Coppa Italia Dilettanti (Fase C.N.D.). - 1996-1997 - 17º nel girone H del Campionato Nazionale Dilettanti. Retrocesso in Eccellenza Puglia. Partecipa alla Coppa Italia Dilettanti (Fase C.N.D.). - 1997-1998 - 15º in Eccellenza Puglia. Retrocesso della Promozione. - 1998-1999 - 14º nel girone A della Promozione Puglia. Retrocesso in Prima Categoria. - 1999-2000 - 3º nel girone A della Prima Categoria Puglia. - 2000-2001 - 1º nel girone A della Prima Categoria Puglia. Promosso in Promozione. - 2001-2002 - 13º nel girone A della Promozione Puglia. - 2002-2003 - 7º nel girone A della Promozione Puglia. - 2003-2004 - 13º nel girone A della Promozione Puglia. - 2004-2005 - 9º nel girone A della Promozione Puglia. - 2005-2006 - 9º nel girone A della Promozione Puglia. - 2006-2007 - 14º nel girone A della Promozione Puglia, salvo dopo aver vinto i play-out con il Calcio Gioia. - 2007 - Cambia denominazione in Unione Sportiva Dilettantistica San Severo. - 2007-2008 - 14º nel girone A della Promozione Puglia. Retrocesso in Prima Categoria dopo aver perso i play-out con il Minervino Murge. - 2008-2009 - 14º nel girone A della Prima Categoria Puglia. salvo dopo aver vinto i play-out con l'Arpifoggia. - 2009-2010 - 1º nel girone A della Prima Categoria Puglia. Promosso in Promozione Puglia. - 2010-2011 - 5º nel girone A della Promozione Puglia. Perde la semifinale play-off con la Libertas Palese. - 2011-2012 - 2º nel girone A della Promozione Puglia. Promosso in Eccellenza Puglia dopo aver vinto la semifinale play-off con l'Altamura e la finale con la Polimnia. Perde la finale di Coppa Italia Promozione Pugliese con il Galatina. - 2012-2013 - 1º in Eccellenza Puglia. Promosso in Serie D. - 2013-2014 - 11º nel girone H della Serie D. Primo turno della Coppa Italia Serie D. - 2014-2015 - 12º nel girone H della Serie D. Primo turno di Coppa Italia Serie D. - 2015-2016 - 14º nel girone H della Serie D. Salvo dopo il play-out con il Serpentara Bellegra. - 2016-2017 - 10º nel girone H della Serie D. - 2017-2018 - 14º nel girone H della Serie D. Retrocesso in Eccellenza dopo aver perso i play-out con la Frattese. - 2018 - Cambia denominazione in Unione Sportiva Dilettantistica Alto Tavoliere San Severo. - 2018-2019 - 10º in Eccellenza Puglia. - 2019-2020 - 15º in Eccellenza Puglia. - 2020-2021 - 8º in Eccellenza Puglia. Semifinalista di Coppa Italia Dilettanti Puglia. - 2021-2022 - 7º nel girone A di Eccellenza Puglia. Luglio 2021 cambia denominazione da U.S.D. ALTO TAVOLIERE SAN SEVERO in U.S.D. SAN SEVERO CALCIO 1922. - 2022-2023 - 11º nel girone A di Eccellenza Puglia. - 2023-2024 - 14º nel girone A di Eccellenza Puglia. Retrocesso in Promozione - 2024-2025 - 12° nel girone A della Promozione Puglia - 2025-2026 - |

## Colori e simboli
I colori della divisa ufficiale da gioco sono il giallo e il granata, che sono anche i colori che rappresentano la cittadina, mentre il simbolo del club è San Severino abate a cavallo con la bandiera gialla e granata.

## Strutture

### Stadio
Il San Severo disputa le proprie gare interne allo stadio Comunale denominato Ricciardelli, sito in Viale San Bernardino. Lo stadio è stato in fase di ristrutturazione nel 2013 dopo la vittoria nel campionato di Eccellenza Puglia 2012-2013 e il conseguente ritorno in Serie D. La capienza è passata da 300 a 1150 posti.
A partire dal 2017 la sede delle partite casalinghe viene spostata nel nuovo Madrepietra Stadium, inaugurato nel mese di gennaio dello stesso anno.
Dal 7 gennaio 2018 la squadra ritorna a disputare le partite al Ricciardelli.

## Palmarès

### Competizioni nazionali
- Coppa Italia Dilettanti (Fase C.N.D.): 1

1994-1995

### Competizioni regionali
- Eccellenza: 2

1993-1994, 2012-2013
- Promozione: 1

1992-1993 (girone A)
- Prima Categoria: 1

2009-2010 (girone A)
- Coppa Eccellenza Puglia: 1

1993-1994

### Altri piazzamenti
- Coppa Italia Dilettanti:

Finalista: 1994-1995

## Statistiche e record

### Partecipazione ai campionati

#### Campionati nazionali
| Livello | Categoria                       | Partecipazioni | Debutto   | Ultima stagione | Totale |
| ------- | ------------------------------- | -------------- | --------- | --------------- | ------ |
| 3º      | Serie C                         | 1              | 1947-1948 | 1947-1948       | 1      |
| 4º      | Promozione                      | 1              | 1948-1949 | 1948-1949       | 9      |
| 4º      | Serie D                         | 4              | 2014-2015 | 2017-2018       | 9      |
| 5º      | Campionato Nazionale Dilettanti | 3              | 1994-1995 | 1996-1997       | 9      |
| 5º      | Serie D                         | 1              | 2013-2014 | 2013-2014       | 9      |

#### Campionati regionali
| Livello | Categoria             | Partecipazioni | Debutto   | Ultima stagione | Totale |
| ------- | --------------------- | -------------- | --------- | --------------- | ------ |
| 4º      | Prima Divisione       | 3              | 1940-1941 | 1946-1947       | 3      |
| 5º      | Prima Divisione       | 3              | 1949-1950 | 1951-1952       | 36     |
| 5º      | Promozione            | 2              | 1955-1956 | 1956-1957       | 36     |
| 5º      | Campionato Dilettanti | 2              | 1957-1958 | 1958-1959       | 36     |
| 5º      | Seconda Divisione     | 2              | 1938-1939 | 1939-1940       | 36     |
| 5º      | Terza Divisione       | 3              | 1932-1933 | 1934-1935       | 36     |
| 5º      | Prima Categoria       | 1              | 1969-1970 | 1969-1970       | 36     |
| 5º      | Promozione            | 8              | 1970-1971 | 1977-1978       | 36     |
| 5º      | Eccellenza            | 6              | 2018-2019 | 2023-2024       | 36     |
| 6º      | Promozione            | 6              | 1977-1978 | 1983-1984       | 36     |
| 6º      | Eccellenza            | 3              | 1993-1994 | 2012-2013       | 36     |
| 7º      | Promozione            | 13             | 1991-1992 | 2025-2026       | 14     |
| 8º      | Prima Categoria       | 4              | 1999-2000 | 2009-2010       | 4      |

## Tifoseria
La tifoseria organizzata di San Severo è raccolta dietro lo striscione Curva Nord San Severo fondata nel 2008 dai tifosi appassionati del San Severo Calcio 1922 e presenta una rivalità con gli ultras del Lucera.

## Organico

### Rosa 2025-2026
Rosa aggiornata al 11 agosto 2025.
| N. |                   | Ruolo | Calciatore            |
| -- | ----------------- | ----- | --------------------- |
| 1  | Italia (bandiera) | P     | Agim Ferra            |
| 2  | Italia (bandiera) | P     | Simone Pio Sarri      |
| 3  | Italia (bandiera) | P     | Antonio Venditti      |
| 4  | Italia (bandiera) | P     | Vincenzo Vigilante    |
| 5  | Italia (bandiera) | D     | Luciano Pio Calzolaio |
| 6  | Italia (bandiera) | D     | Stefano Mancino       |
| 7  | Italia (bandiera) | D     | Michele Marchionni    |
| 8  | Italia (bandiera) | D     | Daniele Monaco        |
| 9  | Italia (bandiera) | D     | Domenico Mossuto      |
| 10 | Italia (bandiera) | D     | Michele Pignatelli    |
| 11 | Italia (bandiera) | D     | Giuseppe Pipoli       |
| 12 | Italia (bandiera) | C     | Simone Ambrosino      |
| 13 | Italia (bandiera) | C     | Vittorio Chiarella    |
| 14 | Italia (bandiera) | C     | Ciro Dell'aquila      |

| N. |                   | Ruolo | Calciatore            |
| -- | ----------------- | ----- | --------------------- |
| 16 | Italia (bandiera) | C     | Simone Ferlino        |
| 17 | Italia (bandiera) | C     | Vincenzo Giglio       |
| 18 | Italia (bandiera) | C     | Giuseppe Leccisotti   |
| 19 | Italia (bandiera) | C     | Vincenzo Vallario     |
| 21 | Italia (bandiera) | A     | Vincenzo Attice       |
| 22 | Italia (bandiera) | A     | Emanuele Capotosto    |
| 23 | Italia (bandiera) | A     | Simone Carella        |
| 24 | Italia (bandiera) | A     | Michele Consolazio    |
| 25 | Italia (bandiera) | A     | Giovanni Pio Lomuscio |
| 26 | Italia (bandiera) | A     | Samuele Rossetti      |
| 27 | Italia (bandiera) | A     | William Stilla        |
| 28 | Italia (bandiera) | A     | Claudio Tricarico     |
| 29 | Italia (bandiera) | A     | Alessandro Vecchini   |